# Velika nagrada Francije 1948
Velika nagrada Francije 1948 je bila tretja neprvenstvena dirka Grandes Épreuves v sezoni Velikih nagrad 1948. Odvijala se je 18. julija 1948 na dirkališču Reims-Gueux pri Reimsu.

## Rezultati
| Poz | Dirkač                         | Dirkalnik         | Krogi | Čas/Odstop | Št. m. |
| --- | ------------------------------ | ----------------- | ----- | ---------- | ------ |
| 1   | Jean-Pierre Wimille            | Alfa Romeo 158    | 64    | 3:01:07.5  | 1      |
| 2   | Consalvo Sanesi                | Alfa Romeo 158    | 64    | 3:01:32.0  | 3      |
| 3   | Alberto Ascari                 | Alfa Romeo 158    | 64    | 3:01:32.5  | 2      |
| 4   | Gianfranco Comotti             | Talbot-Lago T26C  | 62    | +2 kroga   |        |
| 5   | »Raph«                         | Talbot-Lago T26C  | 62    | +2 kroga   |        |
| 6   | Louis Rosier                   | Talbot-Lago T26C  | 60    | +4 krogi   |        |
| 7   | Tazio Nuvolari Luigi Villoresi | Maserati 4CLT     | 59    | +5 krogov  |        |
| 8   | Eugène Chaboud                 | Delahaye 135S     | 59    | +5 krogov  |        |
| 9   | Louis Chiron                   | Talbot-Lago T26SS | 49    | +15 krogov |        |
| 10  | Charles Pozzi                  | Talbot-Lago T26SS | 45    | +19 krogov |        |